# Okrug Revúca
Okrug Revúca (slovački: Okres Revúca) nalazi se u središnjoj Slovačkoj u Banskobistričkom kraju.  U okrugu živi 37 676 stanovnika, dok je gustoća naseljenosti 51,60 stan/km². Ukupna površina okruga je 730,10 km². Glavni grad okruga Revúca je istoimeni grad Revúca s 10 874 stanovnika.

## Stanovništvo
| Godina:     | 1994.  | 2004.   | 2014.   | 2024.   |
| ----------- | ------ | ------- | ------- | ------- |
| Broj ljudi: | 40 982 | 40 699  | 40 205  | 37 676  |
| Razlika:    |        | −0,69 % | −1,21 % | −6,29 % |

| Godina:     | 2023.  | 2024.   |
| ----------- | ------ | ------- |
| Broj ljudi: | 37 816 | 37 676  |
| Razlika:    |        | −0,37 % |

## Gradovi
- Jelšava
- Revúca
- Tornaľa

## Općine
| - Držkovce - Gemer - Gemerská Ves - Gemerské Teplice - Gemerský Sad - Hrlica - Hucín - Chvalová - Chyžné - Kameňany - Leváre - Levkuška - Licince | - Lubeník - Magnezitovce - Mokrá Lúka - Muráň - Muránska Dlhá Lúka - Muránska Huta - Muránska Lehota - Muránska Zdychava - Nandraž - Otročok - Ploské - Polina - Prihradzany | - Rákoš - Rašice - Ratková - Ratkovské Bystré - Revúcka Lehota - Rybník - Sása - Sirk - Skerešovo - Šivetice - Turčok - Višňové - Žiar |

## Vanjske poveznice
- Podaci o okrugu Revúca   Arhivirana inačica izvorne stranice od 6. listopada 2009. (Wayback Machine)